# 栗田猛
栗田 猛（くりた たけし、1947年 - ）は、日本の実業家である。

## 経歴
東京都出身。小学校時代から青山学院の付属学校に通い、1969年（昭和44年）3月、同学院大学経済学部経済学科卒。翌月に東レテキスタイルに入社。1982年（昭和57年）10月、コンサルティング会社入社（田辺経営、住友ビジネスコンサルティング、日本総研、アーサーアンダーセンなど）。アンダーセンでは四半期だけディレクターを務めるが、すぐに独立。1999年（平成11年）4月、ヒューマンバリュー・マネジメント代表。2006年（平成18年）11月、株式会社ヒューマンバリューアソシエイツ専務取締役に就任。

## 著書
- 『よくわかる経営用語』（明日香出版社）共著、一部執筆。
- 『賞与システム戦略全書』（明日香出版社）三宅光頼と共著

## 資格
- (*社)全日本能率連盟（マスター・マネジメント・コンサルタント）
- (社)日本経営士会（経営士）
- 日本CHO協会ボードアドバイザー、ヒューマンバリュー・マネジメント代表